# Осек (гміна Червінськ-над-Віслою)
Осек (пол. Osiek) — село в Польщі, у гміні Червінськ-над-Віслою Плонського повіту Мазовецького воєводства.
Населення — 112 осіб (2011).
У 1975-1998 роках село належало до Плоцького воєводства.

## Демографія
Демографічна структура станом на 31 березня 2011 року:
|          | Загалом | Допрацездатний вік | Працездатний вік | Постпрацездатний вік |
| -------- | ------- | ------------------ | ---------------- | -------------------- |
| Чоловіки | 56      | 13                 | 34               | 9                    |
| Жінки    | 56      | 9                  | 33               | 14                   |
| Разом    | 112     | 22                 | 67               | 23                   |